# Hypselothyrea deficiens
Hypselothyrea deficiens är en tvåvingeart som beskrevs av Papp 2004. Hypselothyrea deficiens ingår i släktet Hypselothyrea och familjen daggflugor.
Artens utbredningsområde är Thailand. Inga underarter finns listade i Catalogue of Life.